# Gabinete del Reino Unido
El Gabinete del Reino Unido es el órgano superior de toma de decisiones del Gobierno del Reino Unido. Es un comité del Consejo Privado, y está presidido por el primer ministro y sus miembros incluyen secretarios de Estado y otros ministros de alto nivel.
El Código Ministerial dice que la actividad del Gabinete (y de los comités del gabinete) es principalmente: preguntas sobre cuestiones importantes de políticas, cuestiones de importancia crítica para el público y cuestiones sobre las que existe una discusión no resuelta entre departamentos.
El trabajo del Gabinete es supervisado por el gabinete en la sombra, integrado por miembros de la oposición oficial.

## Ministros
Los Ministros de la Corona, y especialmente los ministros del Gabinete, son seleccionados principalmente entre los miembros electos de la Cámara de los Comunes y de la Cámara de los Lores por parte del primer ministro. Los ministros del Gabinete normalmente encabezan alguno de los departamentos del Gobierno, en su mayoría como "Secretarios de Estado para [departamento, por ejemplo, Defensa, Sanidad y Asistencia Social, Asuntos Exteriores, etc.]", normalmente simplificados como "Secretario de Defensa, Secretario de Sanidad, Secretario de Exteriores, etc.". Algunos de los ministros del Gabinete pueden ser ministros sin cartera, bien directamente como tal o (de forma más común) tendiendo cargos los cuales no tienen tareas específicas encomendadas como el Lord Guardián del Sello Privado o el Primer Secretario de Estado.  Otros ministros se encuentran de alguna manera en un puesto híbrido, en el cual tienen una cartera, pero no lideran ningún departamento del Gobierno; el Lord presidente del Consejo, por ejemplo, el cual cargo ha ido obteniendo más responsabilidades, pero a la misma vez no tiene un líder de departamento asociado a él. A pesar de que, generalmente, los miembros más poderosos o prestigiosos del Gabinete lideran ministerios más fundamentales como el Ministerio de Exteriores, Mancomunidad y Desarrollo, los ministros sin cartera también pueden ser componentes cruciales (por ejemplo, Michael Heseltine como vice primer ministro en el Segundo Gobierno Major). El ministro con más poder del Gabinete, el primer ministro, no encabeza ningún departamento, aunque la Oficina del primer ministro coordina la supervisión de todo el Gobierno.
La función coordinadora colectiva del Gabinete está reforzada por la posición legal que todos los secretarios de estado encabezan conjuntamente el mismo cargo y pueden ejercer los mismos poderes Esto, sin embargo, no se aplica a los miembros del Gabinete que no son secretarios de estado como el líder de la Cámara de los Comunes. Así, técnicamente, el Gabinete está compuesto por muchas más personas que aquellas que ostentan cargos gubernamentales, ya que la secretaría de estado es un cargo como también lo es el Lord Gran Tesorero, junto con el primer ministro y el canciller que son el primer y el segundo lord del tesoro, respectivamente.
El Gabinete es el principal cuerpo de toma de decisiones del ejecutivo dentro del Sistema Westminster del Gobierno en la tradicional teoría constitucional. Esta interpretación fue originalmente expresada por los constitucionalistas del siglo XIX como Walter Bagehot, quien describió el Gabinete como el "secreto eficiente" del sistema político británico en su libro The English Constitution. En la era política moderna, el primer ministro proporciona una lista detallando la antigüedad de todos los ministros.
El Gabinete es el comité ejecutivo del Consejo Privado de Su Majestad, un organismo que tiene funciones legislativas, ejecutivas y judiciales e incluye también a miembros de la oposición. Las decisiones que se toman en este órgano son generalmente implementadas bien mediante los poderes ya existentes de algunos departamentos gubernamentales individuales o bien mediante Decretos del Consejo.

## Reuniones del Gabinete

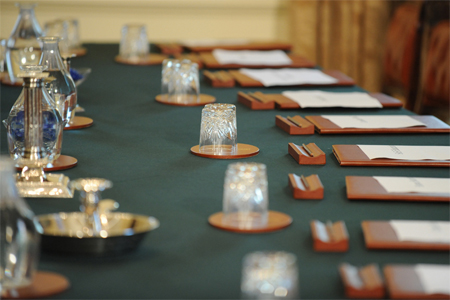
La mesa del Gabinete.

El Gabinete se reúne regularmente, por lo general, cada semana los jueves por la mañana para hablar de las cuestiones más importantes de la política del gobierno y para tomar decisiones. A pesar de esta costumbre, tras el nombramiento de Gordon Brown como primer ministro el día de reunión se cambió al martes. Sin embargo, cuando David Cameron llegó al cargo, volvió a reunir al Gabinete los jueves. Theresa May cambió el día de reunión al martes otra vez. La duración de las reuniones varía dependiendo del primer ministro que esté en el cargo en ese momento, pero actualmente estas suelen ser de unos 30 minutos. Una vez terminada, el primer ministro suele tener una audiencia semanalmente con el Rey.
El Gabinete tiene numerosos subcomités que se centran en áreas políticas específicas, particularmente aquellas que tienen diferentes responsabilidades ministeriales y que, por lo tanto, necesitan una coordinación. Estos pueden ser comités permanentes o pasajeros si se establecen para un período corto de tiempo para tratar asuntos específicos. La negociación de asuntos gubernamentales mediante las reuniones del Gabinete y sus diferentes comités está dirigida por una pequeña secretaría dentro de la Oficina del Gabinete. Los Decretos del Consejo se redactan mediante el Consejo de Estado (Queen-in-Council) con un cuórum del Consejo Privado, quienes se reúnen mensualmente o ad hoc.

## Ubicación de las reuniones del Gabinete

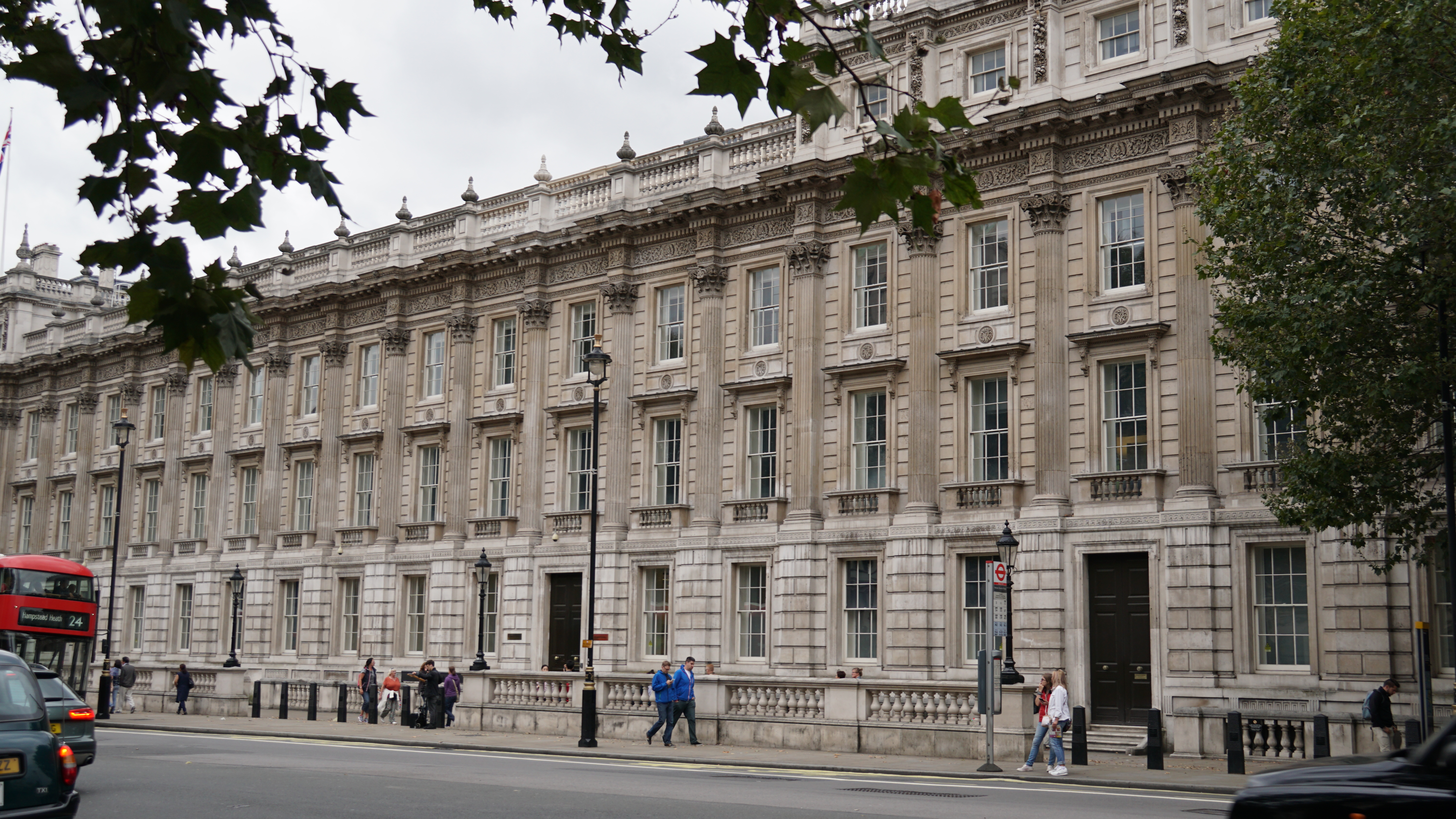
Oficina del Gabinete, Londres.

Las reuniones del Gabinete se celebran normalmente en la sala del Gabinete del 10 de Downing Street, la residencia oficial del primer ministro.
Algunas reuniones del Gabinete también se han celebrado en Chequers (la casa de campo del primer ministro) y, en una ocasión, también se celebró en el Hotel Grand Brighton. En septiembre de 1921, siendo primer ministro David Lloyd George, se celebró una reunión del Gabinete en la Mansión de Iverness (Tierras Altas de Escocia) para hablar sobre la Cuestión Irlandesa.
En 2008, Gordon Brown empezó a celebrar gabinetes regionales, es decir, cuando el Gabinete se reúne en diferentes localizaciones del Reino Unido un determinado número de veces al año.
El 31 de enero de 2020, la reunión del Gabinete de Boris Johnson tuvo lugar en Sunderland, un gesto que se interpretó como una alusión a la salida del Reino Unido de la Unión Europea, ya que esta fue la primera ciudad que sacó un resultado favorable a este hecho durante el escrutinio del referéndum sobre la pertenencia del Reino Unido a la Unión Europea.

## Miembros del Gabinete
Los siguientes son los miembros actuales del Gabinete de Keir Starmer tras la salida de Rishi Sunak como primer ministro el 5 de julio de 2024:
| Gobierno Starmer                              |                           |                                                                                            |                                                                   |                            |
| Titular (nacimiento)                          | Titular (nacimiento)      | Cargo                                                                                      | Departamento                                                      | Toma de posesión del cargo |
| Ministros del Gabinete                        |                           |                                                                                            |                                                                   |                            |
|                                               | Keir Starmer (1962)       | Primer ministro Primer lord del Tesoro Ministro de la Función Pública Ministro de la Unión | Oficina del Gabinete                                              | 5 de julio de 2024         |
|                                               | Angela Rayner (1980)      | Vice primera ministra Secretaria de Estado de Nivelación, Vivienda y Comunidades           | Departamento de Nivelación, Vivienda y Comunidades                | 5 de julio de 2024         |
|                                               | Pat McFadden (1965)       | Canciller del Ducado de Lancaster                                                          | Oficina del Gabinete                                              | 5 de julio de 2024         |
|                                               | Rachel Reeves (1979)      | Canciller de Hacienda Segunda Lord del Tesoro                                              | El Tesoro de Su Majestad                                          | 5 de julio de 2024         |
|                                               | David Lammy (1972)        | Secretario de Estado de Asuntos Exteriores, de la Mancomunidad y de Desarrollo             | Oficina de Asuntos Exteriores, de la Mancomunidad y de Desarrollo | 5 de julio de 2024         |
|                                               | Yvette Cooper (1969)      | Secretaria de Estado de Interior                                                           | Ministerio del Interior                                           | 5 de julio de 2024         |
|                                               | Wes Streeting (1983)      | Secretario de Estado de Salud y Asistencia Social                                          | Departamento de Salud y Asistencia Social                         | 5 de julio de 2024         |
|                                               | John Healey (1960)        | Secretario de Estado de Defensa                                                            | Ministerio de Defensa                                             | 5 de julio de 2024         |
|                                               | Steve Reed (1963)         | Secretario de Estado de Medio Ambiente, Alimentación y Asuntos Rurales                     | Departamento de Medio Ambiente, Alimentación y Asuntos            | 5 de julio de 2024         |
|                                               | Bridget Phillipson (1983) | Secretaria de Estado de Educación                                                          | Departamento de Educación                                         | 5 de julio de 2024         |
|                                               | Peter Kyle (1970)         | Secretario de Estado de Ciencia, Innovación y Tecnología                                   | Departamento de Ciencia, Innovación y Tecnología                  | 5 de julio de 2024         |
|                                               | Shabana Mahmood (1980)    | Secretaria de Estado para la Justicia Lord canciller                                       | Ministerio de Justicia                                            | 5 de julio de 2024         |
|                                               | Jonathan Reynolds (1980)  | Secretario de Estado de Comercio Internacional Presidente de la Junta de Comercio          | Departamento de Comercio Internacional                            | 5 de julio de 2024         |
|                                               | Liz Kendall (1971)        | Secretaria de Estado de Trabajo y Pensiones                                                | Departamento de Trabajo y Pensiones                               | 5 de julio de 2024         |
|                                               | Louise Haigh (1987)       | Secretaria de Estado de Transportes                                                        | Departamento de Transportes                                       | 5 de julio de 2024         |
|                                               | Ed Miliband (1969)        | Secretario de Estado de Seguridad Energética y Net Zero                                    | Departamento de Seguridad Energética y Net Zero                   | 5 de julio de 2024         |
|                                               | Lisa Nandy (1979)         | Secretaría de Estado de Cultura, Medios de Comunicación y Deporte                          | Departamento de Cultura, Medios de Comunicación y Deporte         | 5 de julio de 2024         |
|                                               | Jo Stevens (1966)         | Secretaria de Estado de Gales                                                              | Oficina de Gales                                                  | 5 de julio de 2024         |
|                                               | Ian Murray (1976)         | Secretario de Estado para Escocia                                                          | Oficina de Irlanda de Escocia                                     | 5 de julio de 2024         |
|                                               | Hilary Benn (1953)        | Secretario de Estado para Irlanda del Norte                                                | Oficina de Irlanda del Norte                                      | 5 de julio de 2024         |
|                                               | Lucy Powell (1974)        | Lord presidente del Consejo Líder de la cámara de los Comunes                              | Oficina del Líder de la Cámara de los Comunes                     | 5 de julio de 2024         |
|                                               | Angela Smith (1959)       | Lord Guardián del Sello Privado Líder de la Cámara de los Lores                            | Oficina del Líder de la Cámara de los Lores                       | 5 de julio de 2024         |
| Ministros que también participan del Gabinete |                           |                                                                                            |                                                                   |                            |
|                                               | Richard Hermer (1968)     | Fiscal general de Inglaterra y Gales Abogado General de Irlanda del Norte                  | Oficina del Procurador General                                    | 5 de julio de 2024         |
|                                               | Alan Campbell (1957)      | Jefe del Partido del Gobierno Secretario Parlamentario del Tesoro                          | El Tesoro de Su Majestad                                          | 5 de julio de 2024         |
|                                               | Darren Jones (1986)       | Secretario en Jefe del Tesoro                                                              | El Tesoro de Su Majestad                                          | 5 de julio de 2024         |
|                                               | Anneliese Dodds (1978)    | Secretaria de Estado para el Desarrollo                                                    | Oficina de Asuntos Exteriores, de la Mancomunidad y de Desarrollo | 5 de julio de 2024         |